# 1967 في النرويج
فيما يلي قوائم الأحداث التي وقعت خلال عام 1967 في النرويج.

## سياسة

### انتهاء فترة المنصب
- 1 يناير – أندرياس أولي Director of Public Prosecutions of Norway  [لغات أخرى]‏.

## رياضة
- 1 يناير – الدوري النرويجي الممتاز 1967 الفائز نادي روسنبورغ.
- 1 يناير – دوري كرة القدم النرويجي الدرجة الأولى 1967 الفائز نادي فيكينغ.
- 1 يناير – كأس النرويج 1967 الفائز نادي لين.

## مواليد

### مارس
- 19 مارس – فروده شي لاعب كرة يد نرويجي.

### أبريل
- 5 أبريل – جونسن أرلاند لاعب كرة قدم نرويجي.

### مايو
- 9 مايو – سيسيليا مغنية نرويجية.
- 12 مايو – إسبين بيرنتسين
- 15 مايو – سيمن أجدستاين لاعب كرة قدم نرويجي.
- 19 مايو – مورتين تيلدوم مخرج أفلام نرويجي.

### يونيو
- 19 يونيو – بيورن ديلي متزحلق نرويجي.

### يوليو
- 4 يوليو – ستيغ راش لاعب كرة يد نرويجي.
- 17 يوليو – كاتو توم أندرسن لاعب هوكي جليد نرويجي.
- 25 يوليو – تومي شارفن

### أغسطس
- 1 أغسطس – هوغو هانسن لاعب كرة قدم نرويجي.
- 2 أغسطس – كينت بيرغيرسن

### سبتمبر
- 1 سبتمبر – كارل غونار غوندرسن

### أكتوبر
- 6 أكتوبر – سفيند كارلسن
- 11 أكتوبر – إريك بيدرسن لاعب كرة قدم نرويجي.
- 12 أكتوبر – فروده اولسن لاعب كرة قدم نرويجي.

### ديسمبر
- 14 ديسمبر – هان هاوغلاند منافِسة أوليمبية نرويجية.
- 15 ديسمبر – أندريه فليم لاعب كرة قدم نرويجي.

## وفيات

### فبراير
- 27 فبراير – ثور سولبرغ (مواليد 1893) طيار نرويجي.

### مارس
- 3 مارس – جان بيترسن (مواليد 1887)
- 23 مارس – لالة كارلسن (مواليد 1889)

### أبريل
- 2 أبريل – ريتشارد بيترسون (مواليد 1884) لاعب كرة مضرب نرويجي.

### مايو
- 5 مايو – هانس أموندسين (مواليد 1885) كاتب نرويجي.

### أغسطس
- 18 أغسطس – إيفار باي (مواليد 1897) سياسي نرويجي.

### أكتوبر
- 8 أكتوبر – جون شرينر (مواليد 1903) مؤرخ نرويجي.
- 29 أكتوبر – روي ميكلسن (مواليد 1907) طائر تزلج من الولايات المتحدة الأمريكية.

### نوفمبر
- 5 نوفمبر – إرلينغ جونسون (مواليد 1893)
- 26 نوفمبر – جوهانس هانسن (مواليد 1874) موسيقي نرويجي.

### ديسمبر
- 12 ديسمبر – ألف لارسن (مواليد 1885) كاتب نرويجي.